# Láska, nádej, spása
Láska, nádej, spása je album slovenského zpěváka a skladatele Jána Greguše. Texty vznikly z překladu katolického kancionálu. Album vyšlo v roce 1999.

## Seznam skladeb
1. "Láska, nádej, spása" - 4:16
2. "Ježiško spi" - 3:52 (Wolfgang Amadeus Mozart)
3. "Ó Božské srdce" - 2:47
4. "Na svoju česť" - 2:58
5. "Večný raj blažených" - 3:50 (Tomaso Albinoni - Ján Greguš)
6. "Duch Svätý" - 3:25
7. "Tvoj kríž" - 3:02
8. "Každé mesto, každá ves" - 2:31
9. "Tebe žijem, Ježiš môj" - 2:00
10. "Celá krásna si Mária" - 2:38
11. "Radosťou ovplývam" - 3:23
12. "Glória" - 2:50 (P.Gabriel)

## Informace o albu
- Zpěv: Ján Greguš (1-12), Iveta Gregušová (2) -(Yvette Gregušová)
- Hraje: št. skupina Pavla Zajáčka
- Aranžmá: Pavel Zajáček (2,4,5,7,8,10-12), Ján Greguš (1,9), Borivoj Mendelský (3,6)
- Texty: z Katolíckeho kancionálu upravil Ján Greguš
- Vydal: Relax ag. 1999